# Pepu Hernández
José Vicente Hernández Fernández (ur. 11 lutego 1958 w Madrycie) – hiszpański trener koszykarski, polityk.

## Wczesne życie
Pepu Hernández grę w koszykówkę rozpoczął w Instytucie Ramiro de Maeztu w Madrycie, gdy niespecjalnie interesował się tą dyscypliną sportu, a w latach 1966–1974 grał w drużynach juniorskich CB Estudiantes.

## Kariera trenerska

### CB Estudiantes
Pepu Hernández w 1974 roku przyjął propozycję Peio Cambronero i zaczął trenować drużyny juniorskie CB Estudiantes, jednocześnie ucząc się na Instytucie Ramiro de Maeztu w Madrycie. Później studiował dziennikarstwo na Uniwersytecie Complutense w Madrycie (nie ukończył ich ze względu na koszykówkę) oraz pracował jako stażysta w sieci radiowej Cadena SER.
W 1990 roku został dołączony do sztabu szkoleniowego występującej w lidze ACB profesjonalnej drużyny CB Estudiantes, będąc asystentem trenera Miguela Ángela Martína. W 1994 roku został jego następcą i prowadził klub do końca sezonu 2004/2005 (z krótką przerwą na kilka miesięcy w sezonie 2001/2002, gdy zastępował go dyrektor sportowy Carlos Saínz de Aja). Osiągnął z tym klubem następujące sukcesy: wicemistrzostwo Hiszpanii w sezonie 2003/2004, Puchar Króla 1999/2000, finał Pucharu Koracia 1998/1999, a także w sezonie 2003/2004 decyzją Hiszpańskiego Stowarzyszenia Trenerów został wybranym Trenerem Sezonu Ligi ACB.

### Reprezentacja Hiszpanii
Pepu Hernández na przełomie lat 70. i 80. był asystentem Ignacio Pinedo w juniorskich reprezentacjach Hiszpanii.
W 2006 roku został selekcjonerem seniorskiej reprezentacji Hiszpanii, którą przygotowywał do odbywających się w tym samym roku mistrzostw świata w Japonii, do których drużyna La Roja wyjechał z wysokimi moralami oraz nadzieją na zajęcie wysokiego miejsca w turnieju. 1 września 2006 roku w Saitama Super Arena w Saitamie (na tym obiekcie odbywały się mecze fazy pucharowej), drużyna La Roja 1 września 2006 roku w półfinale po wyrównanym meczu wygrała 75:74 z reprezentacją Argentyny i tym samym awansowała do finału, w którym 3 września 2006 roku wygrała 70:47 z reprezentacją Grecji, tym samym zostając po raz pierwszy w historii mistrzem świata. Na kilka godzin meczem po długiej chorobie zmarł ojciec Hernández, o czym ten nie poinformował swoich zawodników, gdyż jego zdaniem "nic nie powinno ich denerwować" przed finałem.
Podczas uroczystości powitalnej na Plaza de Castilla w Madrycie powiedział:

Powiem wam słowo. I słuchajcie go uważnie, bo to będzie bardzo ważne słowo: ko-szy-ków-ka.

Następnie po odebraniu drużynę La Roja Nagrody Księcia Asturii w dziedzinie sportu w Teatro Campoamor w Oviedo, powiedział:

Koszykówka to edukacja, hojność, solidarność, praca zespołowa, duch i tolerancja. To wartości, które przygotowują zawodnika na przyszłość.

Na mistrzostwach Europy 2007, których drużyna La Roja była gospodarzem, zdobyła wicemistrzostwo Europy po przegranej 60:59 w wyrównanym finale z reprezentacją Rosji, rozegranym 16 września 2007 roku na Palacio de Deportes de la Comunidad de Madrid w Madrycie, dzięki czemu drużyna La Roja zakwalifikowała się do turniej olimpijski 2008 w Pekinie, na którym Hernández nie prowadził drużyny La Roji, gdyż został odwołany z zajmowanej funkcji 3 czerwca 2008 roku, po tym jak ogłosił, że po turnieju poda się do dymisji. Prezes FEB, José Luisa Sáez zarzucił mu konflikt interesów, natomiast Hernández stwierdził, że zwolnienie nastąpiło z przyczyn osobistych. Następcą Hernándeza tymczasowo został Aíto García Reneses. Hernández następnie powiedział:

Chociaż mnie wyrzucili, będę związany z reprezentacją Hiszpanii w koszykówce mężczyzn do końca ich udziału w igrzyskach olimpijskich 2008 w Pekinie, potem poszukam nowej pracy, być może ważny zespół z NBA lub ACB. Część sukcesu, jaki Hiszpania osiągnęła na igrzyskach olimpijskich 2008 w Pekinie, będzie moja, ponieważ jako trener udało mi się zakwalifikować na te Igrzyska Olimpijskie.

### Dalsza kariera
4 marca 2010 roku został następcą Sito Alonso na stanowisku trenera Joventutu Badalona. Po sezonie 2010/2011 wrócił do CB Estudiantes, w którym po sezonie 2011/2012 zakończył karierę trenerską. Łącznie w lidze ACB na ławce trenerskiej prowadził 498 meczów co daje mu 9. miejsce w klasyfikacji wszech czasów przed Aito Garcíą Renesesem (1077 meczów), Pedro Martínezem (aktywny), Manelem Comasem (745 meczów), Luisem Casimiro i Salvą Maldonado (obaj aktywni), Javierem Imbrodą (605 meczów), Gustavo Aranzaną (584 meczów) oraz Alfredem Julbe (542 meczów).

## Sukcesy

### Trenerskie
CB Estudiantes
- Wicemistrzostwo Hiszpanii: 2004
- Puchar Króla: 2000
- Finał Pucharu Koracia: 1999

Reprezentacja Hiszpanii
- Mistrzostwo świata: 2006
- Wicemistrzostwo Europy: 2007

### Indywidualne
- Trener Sezonu Ligi ACB: 2004

## Działalność polityczna
29 stycznia 2019 roku Hiszpańska Socjalistyczna Partia Robotnicza (PSOE) ogłosiła, że Pepu Hernández będzie jednym z kandydatów w odbywających się 9 marca 2019 roku prawyborach partii na burmistrza Madrytu, a 3 lutego 2019 roku jego kandydatura została przedstawiona w Teatro La Latina, wspieraną przez PSOE, natomiast jego konkurentami byli Manuel de la Rocha, Chema Dávila i Marlis González (został wykluczony z powodu niewystarczającej liczby zebranych podpisów). Hernández zdecydowanie wygrał prawybory, zdobywając 64,28% głosów.
Ostatecznie w odbywających się 26 maja 2019 roku wyborach samorządowych, burmistrzem Madrytu został José Luis Martínez-Almeida z Partii Ludowej, jednak Hernández został radnym Madrytu, jednak zrezygnował z mandatu 2 września 2021 roku.
15 lipca 2019 roku został rzecznikiem prasowym Hiszpańskiej Socjalistycznej Partii Robotniczej w Radzie Miasta Madrytu, jednak tego samego zrezygnował z funkcji.